# مزیلتشی
مزیلتشی (به چکی: Mezilečí) یک منطقهٔ مسکونی در جمهوری چک است که در ناحیه ناخود واقع شده‌است. مزیلتشی ۵٫۱۹ کیلومتر مربع مساحت و ۱۴۶ نفر جمعیت دارد و ۴۱۷ متر بالاتر از سطح دریا واقع شده‌است.